# Akademia Nauk Stosowanych w Wałczu
Akademia Nauk Stosowanych w Wałczu – publiczna uczelnia zawodowa powołana w Wałczu na podstawie ustawy o wyższych szkołach zawodowych w 2004 roku.

## Władze
Rektor – dr Dariusz Skalski, prof. ANS w Wałczu
Prorektor ds. Kształcenia i Spraw Studenckich – dr Kamila Trojanowska, prof. ANS w Wałczu
Prorektor ds. Rozwoju i Nauki – dr inż. Mariusz Wojtalik, prof. ANS w Wałczu
Kanclerz – mgr inż. Paweł Kominek
Kwestor – mgr Anna Pietrzak

## Struktura uczelni i kierunki kształcenia
ANS w Wałczu kształci na studiach pierwszego stopnia (studia licencjackie i inżynierskie) oraz drugiego stopnia (studia magisterskie) o profilu praktycznym:
Studia I stopnia licencjackie:
1. ADMINISTRACJA
2. FINANSE I RACHUNKOWOŚĆ
3. BEZPIECZEŃSTWO
4. PEDAGOGIKA
5. WYCHOWANIE FIZYCZNE

Studia I stopnia inżynierskie:
1. INFORMATYKA
2. ZARZĄDZANIE I INZYNIERIA PRODUKCJI
3. INŻYNIERIA PRZEMYSŁU 4.0

Studia II stopnia magisterskie:
1. ZARZĄDZANIE
2. PEDAGOGIKA
3. WYCHOWANIE FIZYCZNE

Studia jednolite magisterskie:
1. PEDAGOGIKA